# La Nuit avant Naseby
La Nuit avant Naseby est un tableau peint par Augustus Egg en 1859. 
Il est conservé à la Royal Academy. En 2014, le tableau est prêté au musée des beaux-arts de Lyon dans le cadre de l'exposition L'invention du Passé. Histoires de cœur et d'épée 1802-1850.